# Larisa Michajlovna Rejsner
Larisa Michajlovna Rejsner, in russo Лариса Михайловна Рейснер? (Lublino, 13 maggio 1895 – Mosca, 9 febbraio 1926), è stata una scrittrice e rivoluzionaria sovietica.
Partecipò attivamente alla guerra civile russa e fu chiamata la « Valchiria della rivoluzione ».

## Biografia
Nacque il 13 maggio 1895 a Lublino, in Polonia, allora provincia dell'Impero russo, dal professore di diritto Michail Rejsner e da Ekaterina Chitrova, un'aristocratica russa lontana discendente del generale Michail Kutuzov. Dopo l'infanzia passata a Tomsk, nella cui Università il padre insegnava, Larisa e la sua famiglia si trasferirono nel 1903 a Berlino, dove fece i primi studi. I suoi genitori avevano opinioni politiche socialdemocratiche - furono in relazione con Bebel, Liebknecht e con gli esiliati russi - e dopo alcuni anni passati a Heidelberg e a Parigi, nel 1907 si stabilirono a Pietroburgo, sperando nella possibilità di affermazione della rivoluzione. Nella capitale Larisa si diplomò nel 1912 con la medaglia d'oro e s'iscrisse all'Istituto di neuropsichiatria, frequentando anche i corsi di storia delle dottrine politiche dell'Università.
Lo scrittore Andreev le fece studiare la storia della letteratura e lei stessa scoprì di avere un certo talento letterario. Nel 1913 le fu pubblicata il dramma Atlantide, la vicenda di un uomo il cui scopo è quello di salvare la società dalla rovina a costo della sua stessa vita e tra le cui fonti è la Storia del comunismo e del socialismo nell'antichità di Pellman. Durante la prima guerra mondiale, fondò con il padre la rivista «Rudin», un titolo preso dal protagonista del romanzo di Turgenev, un uomo che lotta per la giustizia. La rivista ebbe breve vita, con molti problemi con la censura a causa della sua opposizione alla guerra e dovette chiudere per mancanza di mezzi dopo due anni. Larisa vi pubblicò poesie e articoli ricchi di spirito, e le diede la possibilità di entrare in contatto con altri intellettuali come Blok, Roždestvenskij, Zinaida Gippius e Gumilëv, col quale Larisa ebbe una breve relazione.
Dopo la chiusura della propria rivista, Larisa collaborò alla «Letopis'» e poi alla «Novaja Žizn'» di Gor'kij dove attaccò Kerenskij e il governo provvisorio uscito dalla Rivoluzione di febbraio. Frequentò i circoli degli operai e dei marinai di Kronštadt e salutò con favore la Rivoluzione d'ottobre, entrando nel 1918 nel Partito comunista. Per qualche mese lavorò alla catalogazione delle opere d'arte museali, ma l'inizio della controrivoluzione la convinse a partecipare in prima fila alla guerra civile. Fece parte della Quinta Armata rossa formata a Svijažsk e combatté in prima fila contro i reparti cecoslovacchi e l'esercito di Kolčak, e poi passò alla flotta del Volga come commissaria dello Stato maggiore, combattendo le forze di Denikin da Astrachan' al mar Caspio e in Persia, dove contrasse la malaria.
Tornata a Pietrogrado, nell'aprile del 1921 sposò Fëdor Raskol'nikov, il comandante della flotta del Volga, e con lui, nominato ambasciatore in Afghanistan, risiedette per due anni a Kabul. Questa esperienza le ispirò il libro L'Afghanistan, pubblicato nel 1923 unitamente a Il fronte, una delle migliori opere sulla guerra civile. Separatasi da Raskol'nikov, in ottobre fu inviata in Germania per tenere i contatti tra l'Internazionale e il Partito Comunista Tedesco. Frequentò da vicino la vita degli operai tedeschi e assistette agli ultimi soprassalti della rivoluzione, precipitandosi ad Amburgo all'annuncio dell'insurrezione che fu però immediatamente repressa. Si avvicinò alle famiglie degli insorti e seguì i processi istruiti contro i rivoluzionari, e al ritorno in Russia nel 1924 pubblicò Amburgo sulle barricate, la cui traduzione tedesca fu proibita e distrutta in Germania malgrado le proteste della liberale « Frankfurter Zeitung », che ne riconobbe l'alto valore letterario.
Divenuta la compagna di Karl Radek, si trasferì negli Urali per studiarvi le condizioni di vita degli operai metallurgici e dei minatori. Il libro Il ferro, il carbone e gli esseri viventi fu il risultato delle sue osservazioni, scritto questa volta in uno stile di semplice realismo, lontano dall'espressionismo delle sue opere precedenti. Nel 1925 tornò in Germania per curare la malaria senza trascurare di osservare da vicino l'esistenza dei lavoratori, visitando le industrie Krupp, i laboratori degli Junkers, le tipografie Ullstein e le miniere di carbone della Vestfalia, e da queste esperienze nacque il libro Nel paese di Hindenburg.

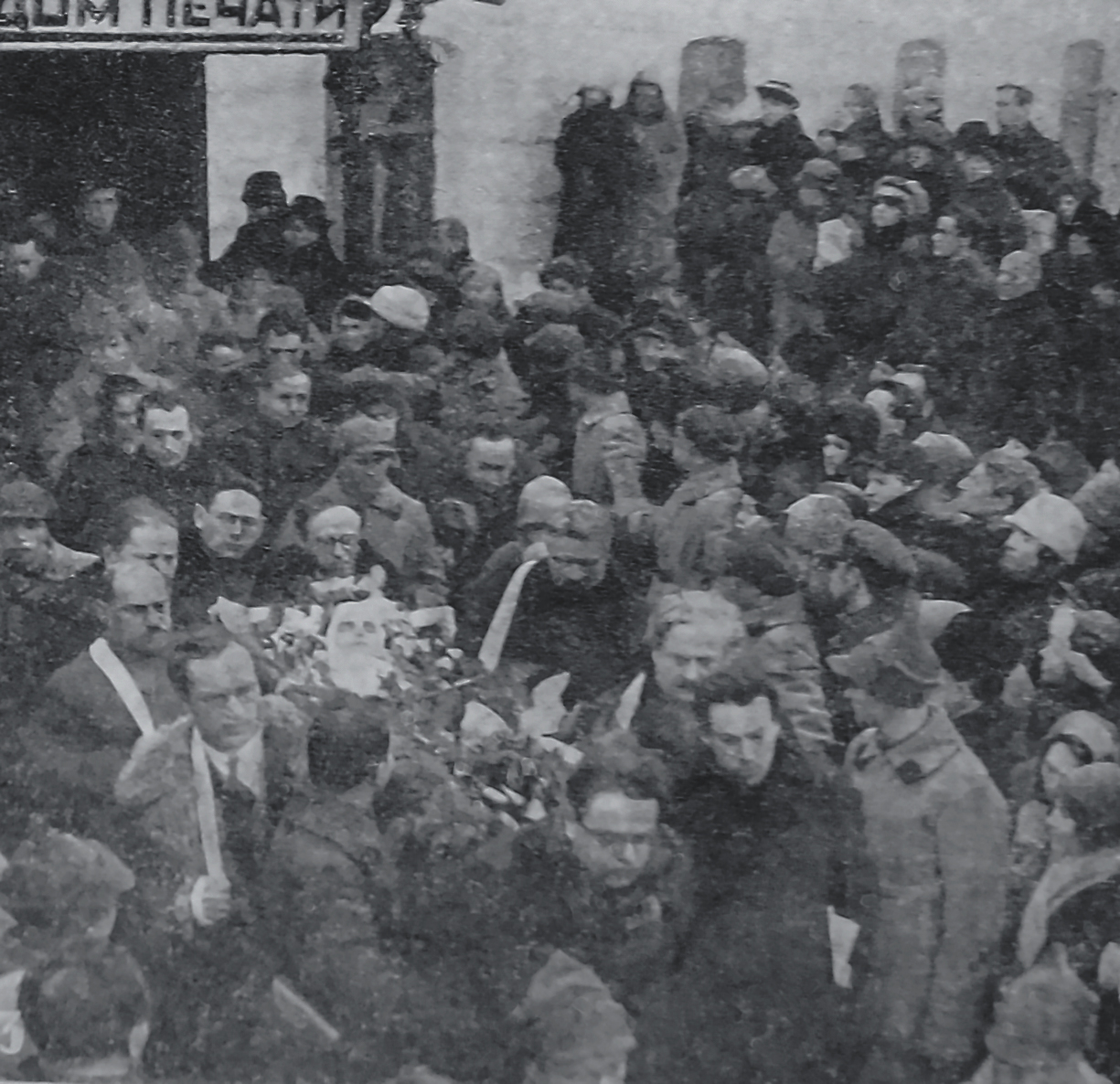
Funerali di Larissa Reissner, 1926.

Il suo ultimo lavoro trattò la rivolta decabrista, che Radek considerò, sul piano artistico, il migliore dei suoi libri, che però ella non poté vedere pubblicato né ebbe il tempo di concludere altri progetti, tra i quali quello sulla rivolta di Pugačëv, perché a Mosca contrasse il tifo che fu fatale al suo organismo minato dalla malaria, portandola alla morte nell'ospedale del Cremlino il 9 febbraio 1926.
Ha scritto di lei Lev Trockij:
Boris Pasternak s'ispirò a lei per rappresentare la figura di Lara, la protagonista del Dottor Živago.

## Scritti
- Tipi femminili in Shakespeare, 1913
- Atlantide, 1913
- Una storia asiatica, 1923
- L'Afghanistan, 1923
- Il fronte, 1923
- Amburgo sulle barricate, 1924 [traduzione italiana Amburgo sulle barricate, Movimento Reale, Roma, 2023, ISBN 979-12-210-3757-9]
- Il ferro, il carbone e gli esseri viventi, 1924
- Nel paese di Hindenburg, 1925
- Opere, 2 voll., 1928